# Epidemic Sound
Epidemic Sound ist ein Unternehmen für lizenzfreie Soundtracks mit Sitz in Stockholm.
Das Unternehmen wurde 2009 von Peer Åström, David Stenmarck, Oscar Höglund, Hjalmar Winbladh und Jan Zachrisson gegründet. Es verfügt über eine Bibliothek mit über 40.000 Soundtracks und 90.000 Soundeffekten. Die Musikschaffenden erhalten für ihre Werke ein Grundhonorar sowie einen Anteil von 50 Prozent an den Einnahmen durch Streamings.
Alle Epidemic Sound Tracks werden in Stems geliefert, die es ermöglichen bestimmte Schichten eines Tracks, wie Schlagzeug, Bass oder die Melodie, zu entfernen. Die Musik von Epidemic Sound wird auch in öffentlichen Räumen wie Restaurants, Hotels, Einkaufszentren und Parkhäusern gespielt.
Epidemic Sound ist Partnerschaften mit vielen verschiedenen großen Marken eingegangen, darunter Adobe, Getty Images, iStock, Pinterest und Canva. Das Unternehmen warb in 5 Finanzierungsrunden insgesamt mehr als 500 Mio. US-Dollar ein. Die jüngste Kapitalrunde brachte 450 Millionen US-Dollar von der Blackstone Group und EQT Growth ein, was einer Bewertung von 1,4 Milliarden US-Dollar entspricht. Sowohl SVT als auch TV4 kaufen Musik von Epidemic Sound.